# John Boozman
John Nichols Boozman (Shreveport, 10 de diciembre de 1950) es un político estadounidense. Actualmente representada al estado de Arkansas en el Senado de ese país. Está afiliado al Partido Republicano. En 2017, fue uno de los 22 senadores que firmó una carta dirigida al presidente Donald Trump con el fin de a Estados Unidos del Acuerdo de París, el cual busca reducir los efectos del cambio climático. Según la ONG Center for Responsive Politics, ha recibido desde 2012 más de 149.000 dólares de grupos de interés de la industria del petróleo, del gas y del carbón.